# 涼州三明
涼州三明（りょうしゅう さんめい）とは、後漢末期に活躍した三人の武将である段熲、皇甫規、張奐の総称。三人共に涼州出身であり、字に“明”がつく事からそう呼ばれるようになった。桓帝から霊帝の時代において、羌族・匈奴・烏桓などの反乱を幾度も鎮圧し、北方の安定に大いに功績を挙げた。

## 段熲（？—179年）
字は紀明。武威姑臧の出身。若い頃から弓馬を習い、遊侠に耽っていた。成長すると古学を学び、孝廉に推挙されて優れた才能を示した。やがて遼東属国都尉となり、鮮卑の討伐に従事するようになった。彼は偽りの詔書でもって鮮卑を誘き寄せ、伏兵を配置して散々に破ったが、詔書偽造の罪により2年間の労役刑を命じられた。156年、司空尹頌の推挙により中郎将に任じられ、泰山郡・琅邪郡で暴れまわっていた賊の鎮圧に赴くと、その首領を討ち取って数万の首級を挙げた。これにより列侯に封じられた。159年には護羌校尉となり、羌族を討って2000の首級を挙げ、翌年にも羌族を撃退して1万を超える首級を挙げた。その翌年、涼州刺史郭閎に陥れられて投獄されたが、すぐに冤罪だと判明して釈放された。164年には并州刺史・護羌校尉となり、武威郡・張掖郡・酒泉郡を荒らしまわっていた羌族討伐に赴き、数千人を斬首・捕虜とし、翌年にも数千人を斬首・捕虜とした。この時、段熲は1年中戦い続けたので、羌族は遂に飢えて散亡したという。段熲はさらに攻勢をかけ、西羌を破って2万3000の首級を挙げ、1万を超える村落を降した。167年には西羌に武威郡を攻められたが、段熲は追撃して首領を斬り、3000人余りを殺した。168年、先零を討って8000人余りの首を獲り、牛馬28万頭を鹵獲した。桓帝の死後には破羌将軍に昇進した。同年、さらに羌族を討ち、4000余りの村落を陥落させた。段熲はかねてより幾度も羌族の徹底せん滅を主張しており、張奐らの融和政策を批判していた。その為、張奐の進言により朝廷から停戦命令が下された際は、激怒して反論の上書を送ったという。169年、奇襲をかけて東羌に大勝し、9000人の首級を挙げ、功績により新豊県侯に改封された。段熲は生涯で併せて180の戦を繰り広げ、少なくとも3万8600の首級を獲り、家畜42万7500頭を鹵獲した。これにより44億もの費用を投じたが、失った兵士は僅か400人余りであった。段熲は10年余り任地にいたものの、1日として寝室で休むことはなく、常に将士と苦しみを共にしていたので、彼の兵はみな死戦を厭わなかったという。170年、中央に戻ると重職を歴任し、179年には太尉にまで昇った。こうして段熲は順調に出世を重ねたが、それは宦官と通じていた事によるものであった。その為、宦官の王甫が誅殺されると、段熲も弾劾を受けて投獄され、遂に自殺に追い込まれてしまった。唐の時代には、史館が選出した中国六十四名将にその名を連ねている（武廟六十四将）。

## 皇甫規（104年—174年）
字は威明。安定朝那の出身。141年、西羌が反乱を起こすと、征西将軍馬賢はこれを迎え撃つも敗北を喫した。これより以前、皇甫規は馬賢の敗北を予期しており、果たしてその通りとなったので、功曹に任じられて西羌の討伐を命じられた。彼は800の兵を率いて出撃すると、西羌を撃破して反乱を鎮圧した。その後、梁冀の専横を批判した事により左遷され、故郷に隠遁するも度々命を狙われるようになった。159年に梁冀が誅殺されると再び仕官を許され、泰山太守に任じられて瞬く間に賊を討伐した。161年、羌族が関中を荒らすと、中郎将に任じられて鎮圧に赴き、800の首級を挙げて10万人余りを降伏させた。翌年には隴西に向かい、残った羌族を尽く降伏させた。涼州の官吏は汚職に塗れており、また羌族を弾圧したりする者が多かったが、皇甫規は彼らを尽く罷免または処断したので、羌族の人心を得た。その一方で部下に対しては甘さを見せず、たとえ親しい者であっても落ち度があれば中央に報告した。だが、宦官と関係を持つのを嫌ったので、讒言を受けて中央へ召喚されてしまい、後に投獄された。多くの朝臣がこれを不服としたので、やがて皇甫規は許され、度遼将軍に任じられた。彼は老齢を理由に引退を請うたが許されず、党錮の禁が始まってもその対象から外された。その後、数年に渡り北境を統治すると、その威信は響き渡ったという。167年、尚書に昇ると、腐敗政治を批判した事で朝臣の不興を買った。だが、桓帝はこれを罪に問わず、護羌校尉に任じた。174年、洛陽に召喚されたが、帰還する途上で没した。その生涯で27篇にも及ぶ文章を書き残したという。

## 張奐（104年—181年）
字は然明。敦煌淵泉の出身。幼い頃から文才に長けており、大将軍梁冀に招聘されたが、病気を理由に官を去った。155年に安定属国都尉となり、美稷を荒らしていた南匈奴と東羌の討伐に向かった。200人を率いて出陣すると、まず東羌を孤立させて和睦にこぎつけ、さらに転戦して匈奴と連戦し、遂に降伏させた。羌族は張奐に貢物を献上したが、張奐は全て返還したので大いに感服したという。その後、使匈奴中郎将に任じられ、乱を起こした休屠各と烏桓を討伐に向かった。張奐は泰然自若として兵士たちの動揺を抑え、密かに烏桓と和親して屠各を撃破し、反乱兵を尽く降伏させた。158年に鮮卑が侵攻して来ると、南匈奴を率いてこれを撃破した。翌年に梁冀が誅殺されると、張奐はかつて関わりがあったので罷免されたが、皇甫規の強い請願もあり復職が許された。数年して武威太守となり、租税や労役を見直して悪しき風習を改めるなど、その地の教化を大いに促進させた。功績により度遼将軍となり、数年に渡り幽州や并州を平穏に導いた。166年、中央に移って大司農となったが、これを契機に鮮卑・南匈奴・烏桓・東羌などの侵攻が大いに活発になった。その為、張奐は護匈奴中郎将となって各地の鎮圧にあたり、南匈奴と烏桓20万人を降伏させた。さらに翌年には東羌と先零を撃破して三州を平定した。大いに功績を挙げた張奐であったが、宦官と親しくしていないこともあって褒賞は乏しかった。168年に中央に戻った張奐は、宦官の曹節らにより理由も知らされずに大将軍竇武討伐を命じられ、彼を自害に追いやった。功績により再び大司農となり列侯に封じられるも、張奐はこの事で精神を病んでしまい、職務には当たらなかった。169年に党錮の禁を弾劾したが容れられず、後に太常となるも宦官から讒言を受けて投獄された。すぐに釈放されたが、今度は司隷校尉王寓と対立して謹慎処分となった。こうして故郷に戻ると、門を閉ざして家から一歩も出ず、弟子を千人集めて30万字余りの『尚書記難』を著した。181年に亡くなった。張奐がかつて太守であった武威郡では、張奐の祠が代々絶えなかったという。

## 参考資料
- 『後漢書』（列伝六十五 皇甫張段列伝）